# چابایفکا
چابایفکا (روسی: Чабаевка) یک شهرک در ایالت باشقیرستان در کشور روسیه است.